# Лом (Болгарія)
Лом (болг. Лом) — місто в Монтанській області Болгарії. Адміністративний центр общини Лом.

## Географія
Місто Лом розташоване біля гирла річки Лом.  Його розвиток пов'язаний з річковим портом, другим за значенням для Болгарії після Русе, також це найближчий порт до столиці. 
Лом розташований в Північно-західній Болгарії  в місті вливання річки Лом у Дунай. Місто знаходиться за 162 км на північ від Софії, за 56 км на південний схід від міста Видин, за 49 км на північ від Монтани і за 42 км на захід від Козлодую. Лом є адміністративним і економічним центром однойменного муніципалітету. Населення міста на кінець 2009 року становить 24 300 жителів, що робить його другим за величиною поселенням в області.

## Історія
Було засноване фракійцями з назвою  Артанес. Згодом римляни назвали фортецю і місто Альмус, звідки іде назва сучасного міста і річки Лом. Лом був важливою фортецею у володіннях Видинського деспотства, а пізніше - у Видинському царстві. Передбачається, що селище було засноване в 1695 році. Назва Лом паланка вперше згадується в 1704 році. За існуючою тоді практикою, паланкою називалося місто, що має щось середнє між селом і містом. У 1798 р  Лом постраждав від карджалітів. 
З розвитком судноплавства на Дунаї після 1830 р. значення міста зросло. Будівництво дороги до Софії та перетворення її на головний експортний центр  Відня (Австрія) стало серйозним поштовхом у розвитку. Це також мало великий вплив на архітектуру міста. У 1869 році було близько 120 магазинів, 148 торгових контори, 175 бакалій, 34 кав`ярень, 6 готелів, 2 млини. Місто було побудовано навколо старого городища, у якому були "капії" (ворота) - Видинська, Белоградська і Софійська. Ломські торговці розвозили свої товари на всі великі ярмарки. У 1880 році місто налічувало 7500 жителів. 

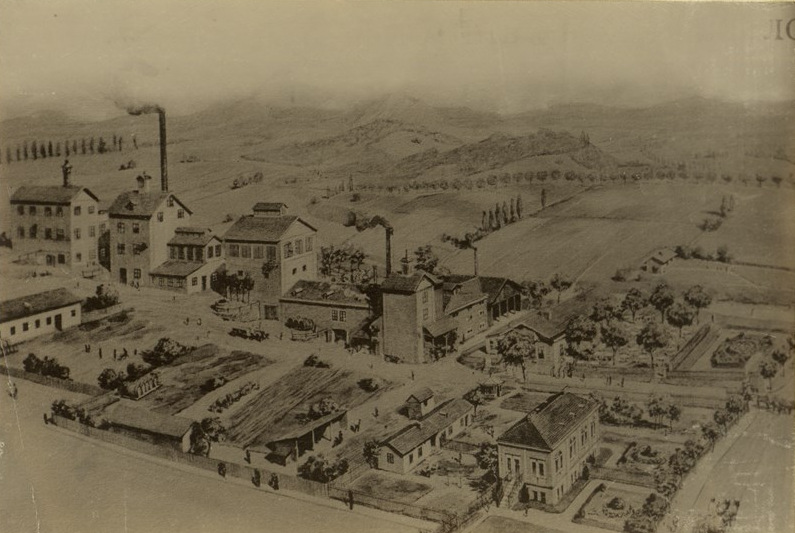
Парова пивоварня і завод штучного льоду Б. Малотіна і В. Хозмана (до 1912 р.)

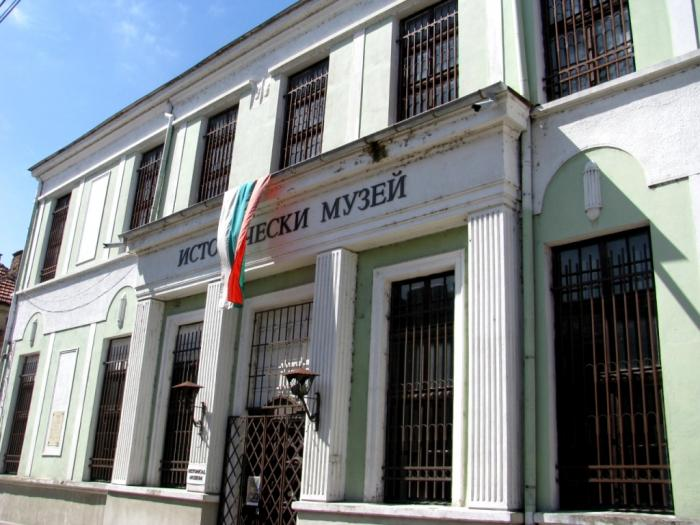
Історичний музей в Ломі

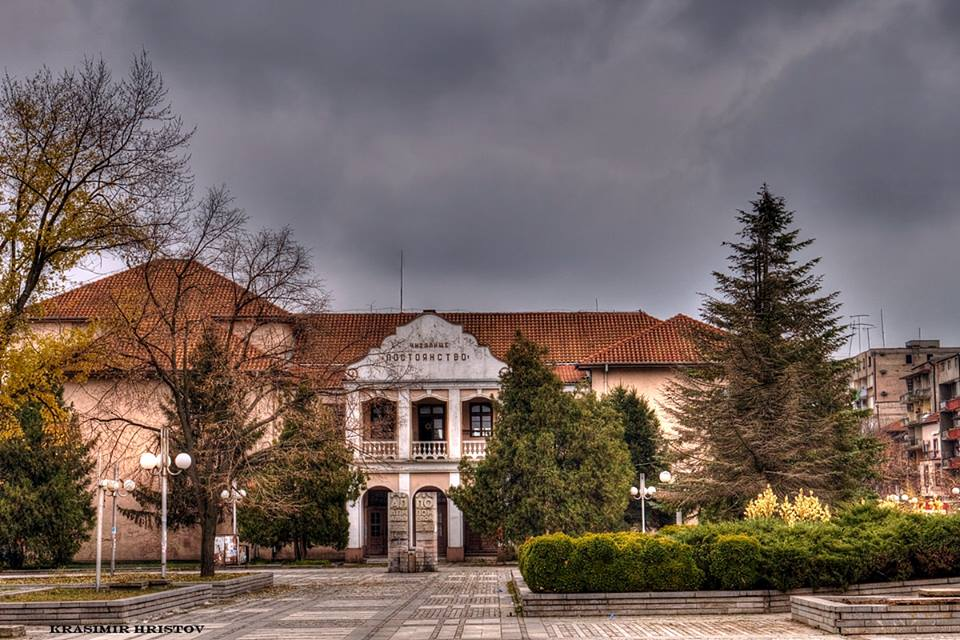
Громадський центр "Наполегливість" 1856

Лом пишається своїми  традиціями відродження. У ньому засновано одну з перших читалень у Болгарії (1856), першу жіночу спілку в Болгарії (1858), яка дала одну з перших театральних вистав у країні.  Тут працює народний будитель Кристьо Пушурка. 

## Населення
За даними перепису населення 2011 року у місті проживали 22 507 осіб.
Національний склад населення міста:
| Національність   | Кількість осіб | Відсоток |
| ---------------- | -------------- | -------- |
| болгари          | 17354          | 79,4 %   |
| цигани           | 4231           | 19,3 %   |
| турки            | 47             | 0,2 %    |
| інша             | 49             | 0,2 %    |
| не визначились   | 188            | 0,9 %    |
| Всього відповіли | 21869          |          |

Розподіл населення за віком у 2011 році:
Динаміка населення:
Станом на 15 вересня 2015 року в Ломі  проживає 23980 жителів. 

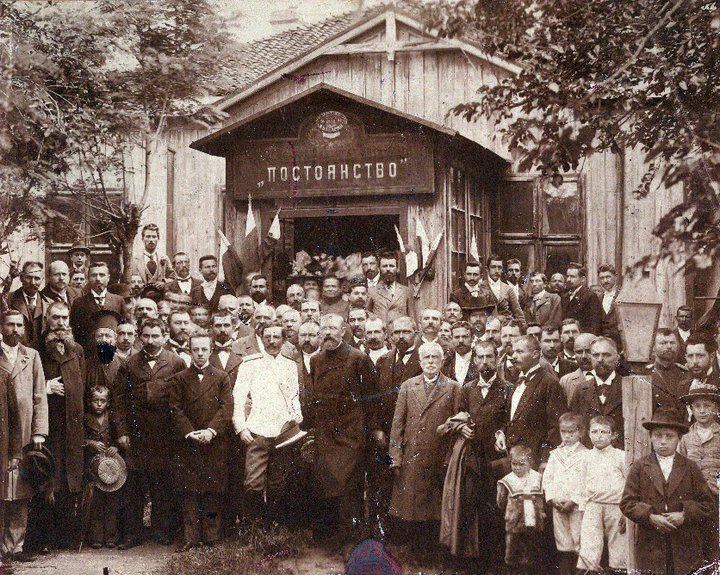
Старовинна будівля читацького будинку "Наполегливість" 1856

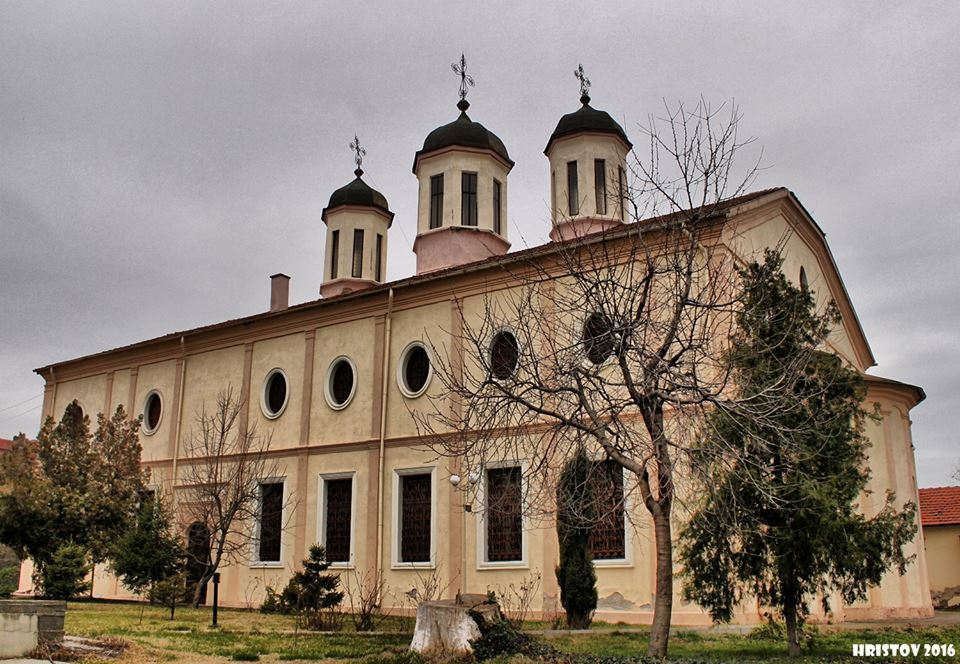
Кафедральний храм "Успіння Богородично" - Лом

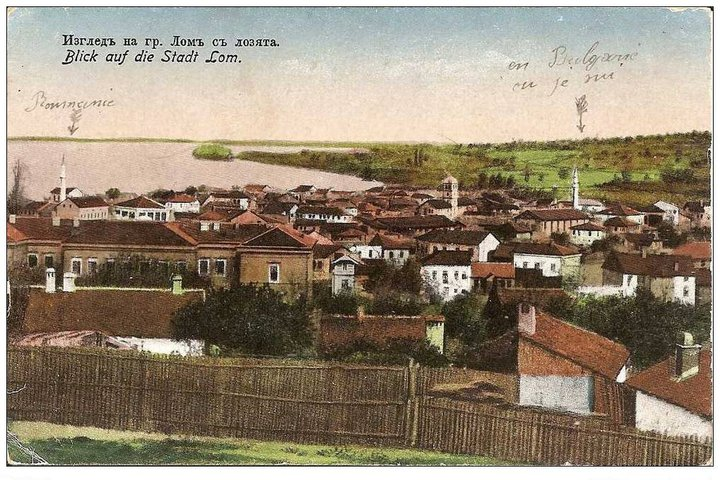

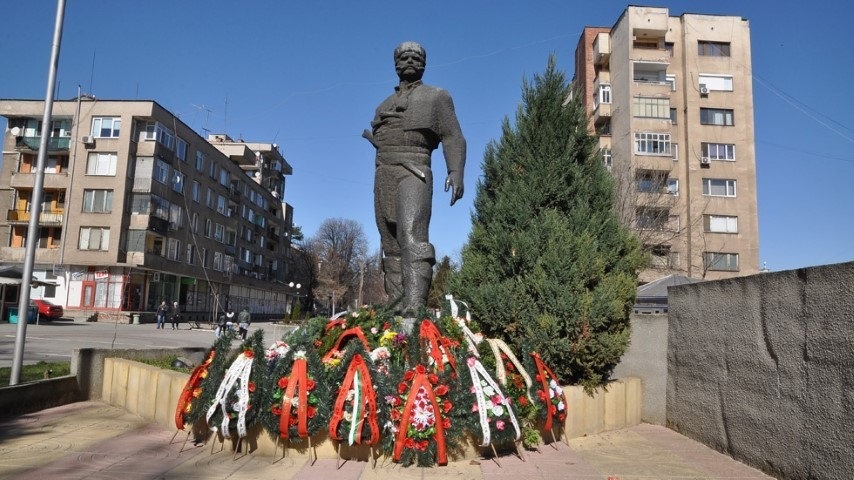
Пам'ятник Цеко Войводи - Лом

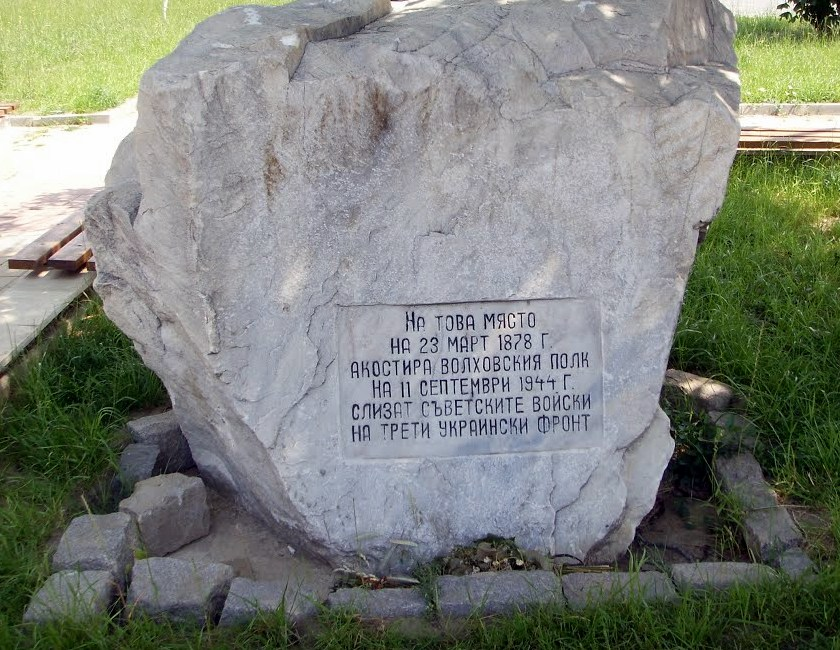
Пам'ятник у Ломі, де 23 березня 1878 року закріпився 138-й Болховський піхотний полк та 11 вересня 1944 року радянські війська від Третього українського фронту.

## Релігії
Основною релігією є християнство.  Православна церква переважає, протестантські церкви (адвентисти, баптисти, Болгарська божа церква) є другими за важливістю.   

## Державні установи
- Неурядові організації 
  - Фонд «Жінки  Лома»
  - Центр молодіжних ініціатив - Лом https://web.archive.org/web/20100825173040/http://mladejilom.hit.bg/

## Визначні пам'ятки
У місті:

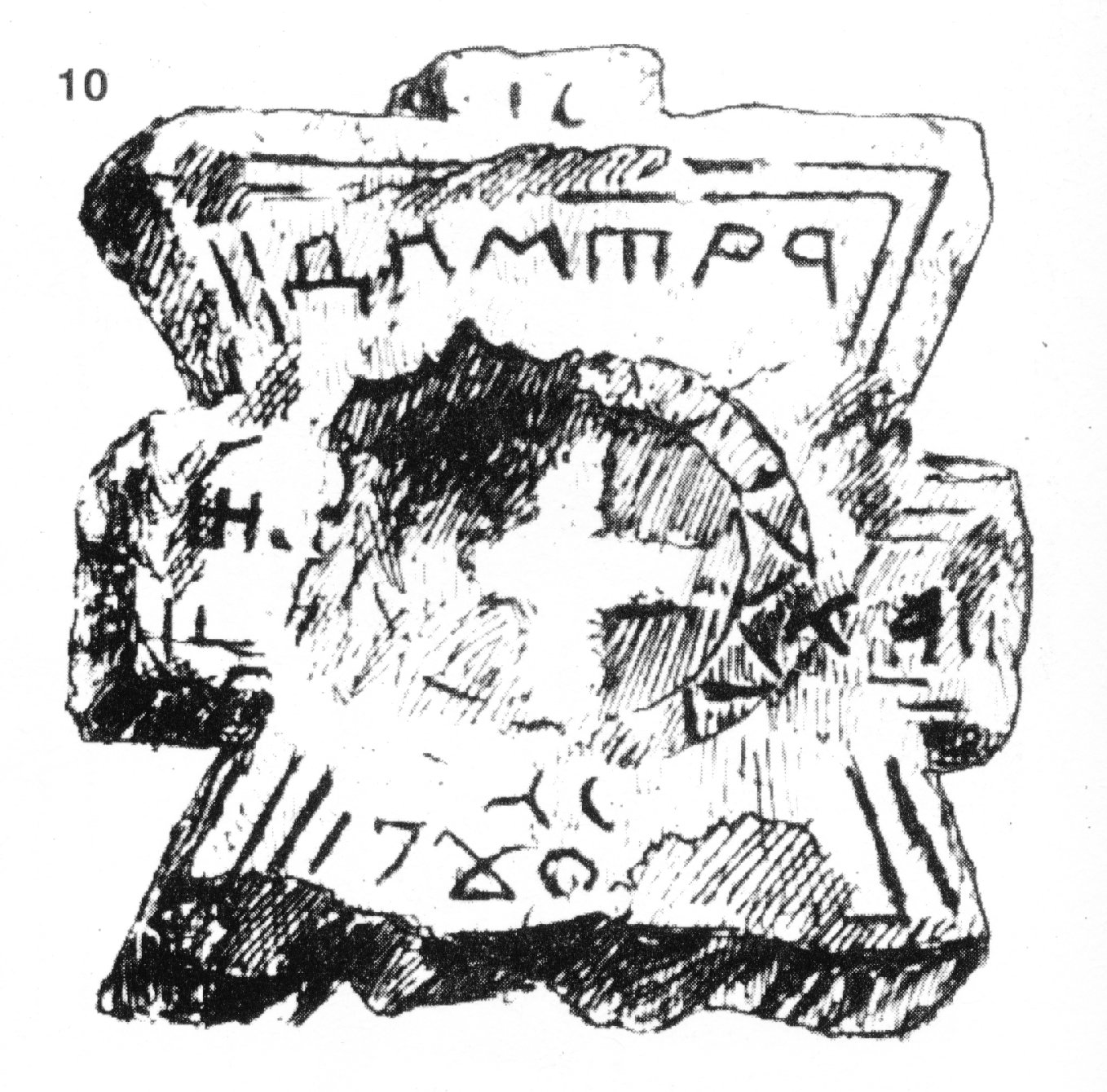
Хрест - надгробна плита, у дворі церкви Святого Миколая в Ломі. Він вирізаний приблизно в 1780 році, малюнок Івана Енчев - Видю 1917 р.

- Міський історичний музей - розташований у примітній старовинній будівлі міського самоврядування.
- Стародавня фортеця Альмус - фундаменти збереглися.
- Дунайський парк - повністю відремонтований у 2011 році
- Громадський центр "Постоянство"
- Будівля колишньої педагогічної школи .
- Борунська церква.
- Пам'ятник Цеко воєводі (1807-1881), учаснику визвольної боротьби Сербії і проголошений урядом  воєводою.

В околицях:
- Залишки Аспарухового рову (4 км на південний схід).
- річка Дунай, на берегах якої побудовані рекреаційні об'єкти, ресторани, місця для відпочинку та спорту; велика річка надає великі можливості для риболовлі, водних видів спорту, водного туризму та багатьох інших заходів.

## Спорт

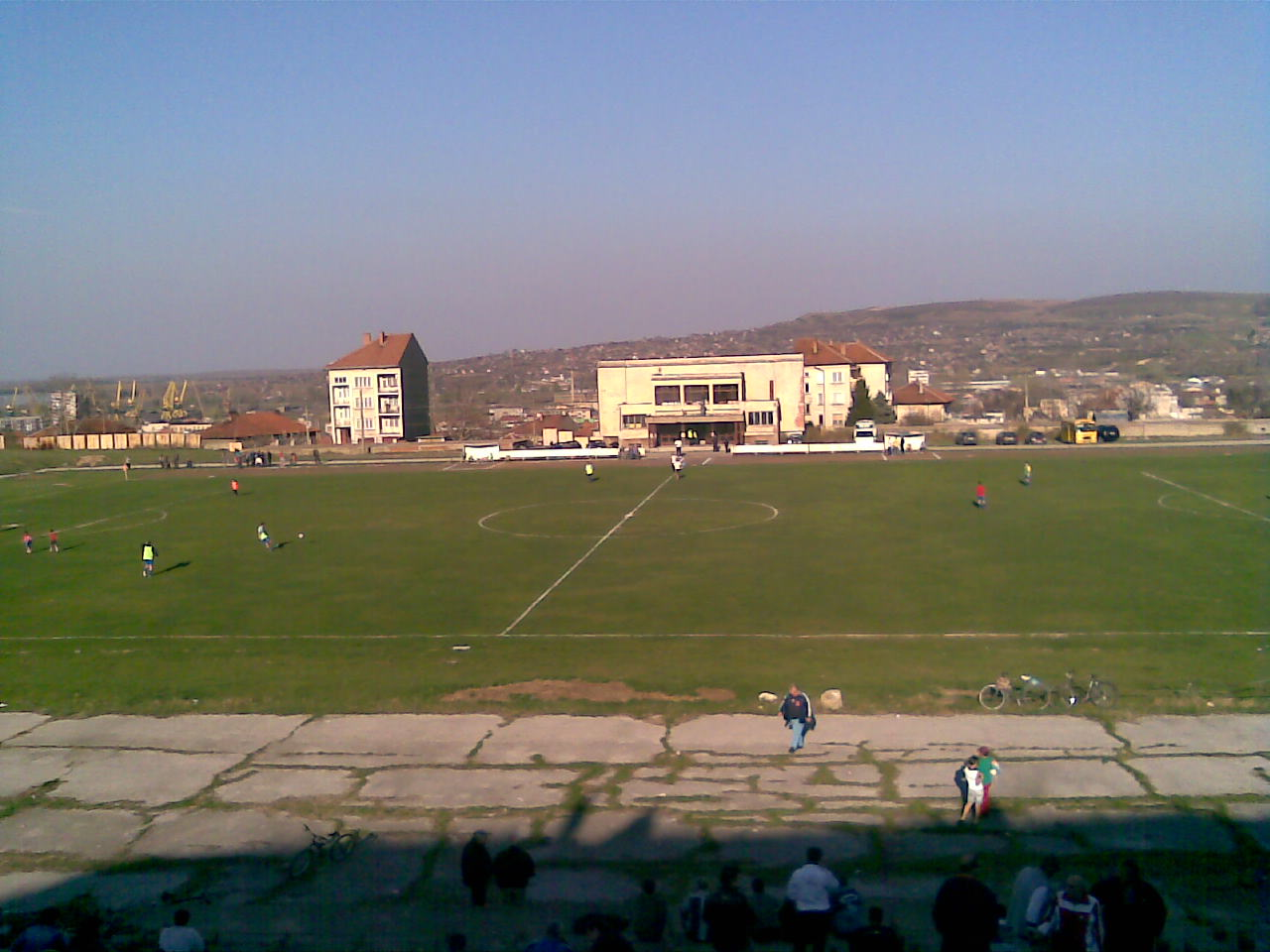
Стадіон у Ломі

20.06.1921 заснований перший СК "Левський". В наступному історія футболу міста Лом розвивалася і сучасні команди мають велике значення у спортивному житті міста та Болгарії в цілому 
- Клуб спортивної акробатики "Олімп"
- Клуб водних екстремальних видів спорту "Порт Лом"
- Клуб бадмінтону
- Кінний клуб

## Регулярні події
Щорічно близько 17 вересня традиційні  дні Лому. 
У дні фестивалю "Джулай морнинг" в урочищі "Стрелбище" організовується мотокрос.  Організатором заходу є мотоциклетний клуб «Ягула».  Подія завжди збігається з фестивалем, який традиційно відзначається в Ломі. 
17 вересня - свято Лома. Рішенням № 171/21.07.1993 р.  муніципальна рада общини Лом обрала це улюблене церковне свято Днем Лома.  Це християнське свято святих Віри, Надії і Любові, а також їхньої матері - святої Софії.  Їх пов`язують з головними релігійними чеснотами: мудрістю, вірою, надією і любов'ю. 
Традиційно в святковий день у найбільшому місцевому храмі "Успіння Богородичне" відбувається урочиста  літургія на здоров'я і щастя ломчан.  Обов'язковим елементом є урочисте засідання муніципальної ради, де нагороджуються громадяни почесними званнями "Почесний громадянин Лому" і "Кристьо Пишурка" за виняткові заслуги в різних областях. 
З 2012 року в місті організовано рок-фестиваль "Рок-збудження". Вже пройшло 3 концерти - перший 23 червня, другий (дводенний) 22 і 23 вересня 2012 року, а третій - 19 і 20 вересня 2013 р.  Мета фестивалю - популяризація молодих місцевих груп та їх залучання до сцени із визнаними іменами болгарської рок-музики.  Хедлайнером першого концерту стає метал група "Fallen Angels", другого - Васко Крипката і "Подуене блюз бенд", а третього - "Б.T.Р."  і Джон Лоутн. 

## Знаменитості
- Александр Белев (? -1944), політик
- Александр Райчев, композитор
- Александр Чирков (р.н.1938), кардіохірург, який виконав першу кардіальну трансплантацію в Болгарії (1986 р.)
- Андрій Андрєєв (н. 1943), доктор
- Антон Торньов (1868 - 1942), архітектор
- Парсенієв Асен (1876-1905), революціонер
- Бойчо Бойчев (1902 - 1971), лікар, засновник травматології та ортопедії в Болгарії
- Боян Смілов (1885 - 1947), політик
- Венелін Матеєв, фотограф
- Віолета Мінкова (1932 - 1992), актриса
- Володимир Шкодров (1930 - 2010), астроном
- Георгій Чаушов (р.н. 1938).  художник і аніматор
- Димитр Маринов (1884 - 1940), громадський діяч
- Катерина Благоєва (р.н. 1933), географ і ландшафтний архітектор
- Еміль Андрєєв (1956), письменник
- Еміль Мінков (1930 - 2003), музикант - скрипаль і концертмейстер
- Іскра Фідосова (р.н.1971), політик, народний депутат у 41 і 42 народних зборах
- Йордан Гаврилов (1904-1997), професор, засновник дитячої музичної школи в Ломі
- Кирило Дрангов (1901 - 1946), революційний діяч, син Бориса Дрангова
- Маріон Колева (1956 р.н.), журналістка
- Маріан Огнянов, (1988 р.н.), футболіст
- Мілчо Горанов (1928 - 2008), футболіст, що грає в Славії, і збірній Болгарії, бронзовий призер літніх Олімпійських ігор 1956
- Михайло Кантарджиєв (1910 - 2002), шахіст, державний чемпіон 1937 року, учасник Олімпіади в Буенос-Айресі 1939 року
- Михайло Лазаров - болгарський революціонер від ВМОРО
- Ніколо Логофетов (1880 - 1945), голова XXV Національної Асамблеї, народний депутат, адвокат у Ломі
- Нікола Пирванов (1837 - 1872),  просвітитель і вчений
- Петр Берковський (1852 - 1892), соратник Левського, ополченець, громадський діяч
- Пирван Драганов (1890 - 1945), офіцер і політик
- Симеон Піронков (1927 - 2000), композитор
- Тодор Боров (1901 - 1993), бібліограф
- Тодор Йончев (1859 - 1940), викладач і громадський діяч, голова болгарської делегації на Перших Олімпійських іграх 1896  в Афінах
- Тодор Піронков (1891 - 1962), цирковий артист
- Ральчо Трашлієв (1930 - 2014), психіатр, професор педагогіки
- Цветан Іванов Цветков (1938 - 2013), хірург, живописець, видатний громадський діяч, член сьомого Великого національного з'їзду
- Цветан Мінков (1891 - 1967), письменник і літературознавець
- Ценко Цветанов (1904 - 1960), письменник і бібліограф
- Чавдар Чакаров (1977 - 2005), художник
- Яна Язова (1912 - 1974), письменниця
- Кристьо Пишурка (1823 - 1875), просвітитель
- Мирон (Мирче) Ілієв (? - 1914), болгарський іконописець
- Димитр Маринов (1846 - 1940), етнограф, засновник і перший директор Етнографічного музею

- Йонас Басанавічюс (1851 - 1927), громадський діяч Литви, лікар у місті в 1878 - 1882 рр.
- Доньо Донев (1929 - 2007), художник, навчався у вищій школі "Найден Геров"
- Борис Дрангов (1872 - 1917), офіцер, що служив у 2-му кінному полку в місті з 1898 по 1903 рік.
- Літературний критик Пантелей Зарев (1911-1997) жив у місті з середини 1920-х років.
- Емануїл Іванов (1857 - 1925), математик, викладач у середній школі в 1883 - 1885 роках
- Василь Канчов (1862 - 1902), вчений, закінчив середню школу в 1884 році.
- Георгій Марковський (1941 - 1999), письменник, закінчив середню школу в 1959 році
- Петро Панчевський (1902 - 1982), офіцер, закінчив педагогічну школу у 1923 році
- Емануїл Попдимитров (1885 - 1943), поет, вчитель в місті 1912
- Георгій Стоянов (1874 - 1917), поет, закінчив педагогічну школу в 1894 році.
- Недялка Трайкова (1942 р.н.), філолог
- Павло Христов (1874 - 1922), революціонер, закінчив середню школу в 1894 році.
- Тодор Борисов (1922 - 2008), юрист

## Зовнішні посилання
- Сайт Лома [Архівовано 10 квітня 2021 у Wayback Machine.]
- Радіо і телебачення в Ломі [Архівовано 28 березня 2010 у Wayback Machine.]
- Ще один сайт  муніципалітету Лом
- Історичний музей, Лом
- Фотогалерея Лом
- Фотографії зі старого Лома [Архівовано 16 березня 2016 у Wayback Machine.]
- Сайт єдиного Ломського радіо (інтернет-станція)
- Порт Лом

| Болгарія | Це незавершена стаття з географії Болгарії. Ви можете допомогти проєкту, виправивши або дописавши її. |